# Casino Royale (film, 1954)

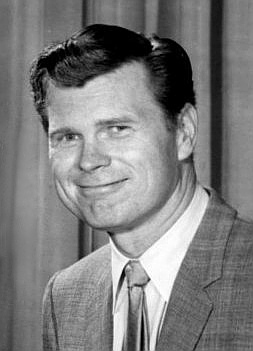
Barry Nelson var först ut att porträttera James Bond på film.

Casino Royale är ett avsnitt ur antologi-TV-serien CBS Climax Mystery Theater. Avsnittet bygger på Ian Flemings bok Casino Royale från året innan och handlar om den "amerikanske" agenten James Bond eftersom den vanligtvis brittiske agenten amerikaniserats då avsnittet spelades in i USA. Avsnittet, i regi av William H. Brown Jr, sändes ursprungligen som en cirka sextio minuter lång direktsändning kl. 20.30 den 21 oktober 1954. Programmet bestod av tre akter.

## Rollista
- William Lundigan – Sig själv/ Värd för programmet
- Barry Nelson – James "Card Sense Jimmy" Bond
- Peter Lorre – Le Chiffre
- Linda Christian – Valerie Mathis
- Michael Pate – Clarence Leiter
- Eugene Borden – Chef De Partie
- Jean Del Val
- Gene Roth – Basil
- Kurt Katch – Zoltan

## Fakta om "Casino Royale (1954)"
1954 års Casino Royale, med manus av Charles Bennett och Anthony Ellis, har vissa skillnader i jämförelse med Ian Flemings originalroman. Nedan följer några exempel:
- James Bond är här agent i Combined Inteligence och kallas ofta "Jimmy" Han är också känd som Card Sense Jimmy Bond.
- Den kvinnliga huvudpersonen heter Valerie Mathis (en kombination av karaktären Vesper Lynd och namnet René Mathis).
- Felix Leiter har omvandlats från amerikansk till brittisk agent och heter istället "Clarence" i förnamn.
- Bonds chef M nämns inte överhuvudtaget.

Några andra fakta:
- Efter produktionen av Casino Royale erbjöd CBS Ian Fleming att skriva manus till en eventuell TV-serie med James Bond. Projektet blev aldrig verklighet.[1]

- Länge verkade direktsändningen ha gått förlorad. Numera, efter att den blev återfunnen på 1980-talet, finns kopior bevarade på både VHS och DVD, men endast ett fåtal av dessa är kompletta. De ofullständiga versionerna saknar den sista minuten i akt tre.

- Agent 007 med rätt att döda, den första officiella James Bond-filmen hade urpremiär åtta år efter att Casino Royale visats.